# فينيكس (إلينوي)
فينيكس (بالإنجليزية: Phoenix)‏ هي قرية تقع في الولايات المتحدة في إلينوي. يقدر عدد سكانها بـ 1,964 نسمة .

## الموقع الجغرافي
الموقع الجغرافي للمناطق المحيطة بهذه النقطة هو كالتالي:

## أعلام
- كوين باكنر
- كلود ستيل